# Treat 'Em Rough
Treat 'Em Rough is een Amerikaanse western uit 1919. De stomme film is bewaard gebleven en een kopie ervan is in 2008 met een subsidie van de National Film Preservation Foundation opgenomen in het George Eastman Museum in de Verenigde Staten.
De werktitel was The Two-Gun Man. Het scenario was gebaseerd op een roman van Charles Alden Seltzer. Enkele scènes werden gefilmd in Prescott (Arizona). Het stuntwerk van Tom Mix was zo indrukwekkend dat werd gedacht dat er was gemanipuleerd.

## Verhaal
Rancher John Stafford (Jack Curtis) huurt cowboy Ned Ferguson (Tom Mix) in om veedieven op te sporen. Op weg naar de ranch wordt Ferguson gebeten door een ratelslang waarna hij liefdevol wordt verzorgd door Mary Radford (Jane Novak), die een westernroman schrijft. Het brein achter de veediefstallen – Dave Leviatt (Charles Le Moyne) – vertelt Ferguson dat Mary's broer Ben (Val Paul) achter de aanvallen zit. Juist als Ferguson en Ben Radford het misverstand over de veediefstallen hebben uitgepraat, schiet Leviatt stiekem Radford neer. Die laatste denkt dat Ferguson achter deze actie zit. Mary Radford wil als gevolg hiervan niets meer met Ferguson te maken hebben, zelfs niet als hij haar leven redt wanneer ze tussen op hol geslagen dieren terechtkomt. Ferguson slaagt er uiteindelijk in de werkelijke veedieven te achterhalen, waarna Mary Radford hem als een echte held gaat zien.

## Rolverdeling
| Acteur           | Personage     |
| ---------------- | ------------- |
| Tom Mix          | Ned Ferguson  |
| Jane Novak       | Mary Radford  |
| Val Paul         | Ben Radford   |
| Charles Le Moyne | Dave Leviatt  |
| Jack Curtis      | John Stafford |